# Universität Trient
Die Universität Trient (italienisch Università degli Studi di Trento, lateinisch Athesina Studiorum Universitas)  ist eine staatliche Universität in der oberitalienischen Stadt Trient in der Region Trentino-Südtirol sowie die zweitgrößte Hochschule in der Europaregion Tirol.
Die Institutionen der Universität sind auf zwei verschiedene Orte in der Stadt selbst und eine Außenstelle im benachbarten Rovereto verteilt. In der Stadtmitte befinden sich die Fakultäten für Wirtschaftswissenschaften, Soziologie, Rechtswissenschaften, Literatur und Philosophie. Die Fakultäten für Mathematik, Physik und Naturwissenschaften und für Ingenieurwissenschaften befinden sich auf einem  Hügel über Trient. In  Rovereto hat die Fakultät für Kognitive Wissenschaften ihren Sitz.
Die Universität zählt zu den Förderern des Wirtschaftsfestivals von Trient.

## Geschichte
Die Universität Trient wurde im Jahr 1962 als Fachhochschule für Sozialwissenschaften gegründet. Das Institut wurde später zur ersten Fakultät für Soziologie in Italien. Das Verhältnis zwischen der Universität und der Stadt war am Anfang zwiespältig: einerseits stellte die Universität einen Antrieb zur kulturellen  Öffnung und zur Förderung der allgemeinen Bildung dar, andererseits kam es wegen der  kritischen Diskussionen der Studenten zu Spannungen mit dem konservativen lokalen Bürgertum.
1972 wurden die Studienangebote der Hochschule  auf Mathematik, Physik und Naturwissenschaften einschließlich der  Ingenieurwissenschaften erweitert, 1973 kam die wirtschaftswissenschaftliche Fakultät hinzu. 1984 war mit Einrichtung einer  geisteswissenschaftlichen und einer rechtswissenschaftlichen der Ausbau der Hochschule zu einer Volluniversität abgeschlossen. 2004 wurde hier die erste Fakultät für Kognitive Wissenschaften in Italien eingerichtet.
Die Universität legt Wert auf intensive Beziehungen zu Industrie und Wirtschaft. Sie stellt ihre Strukturen einem breiten Publikum  auch außerhalb der Universität zur Verfügung. Inzwischen wird die Universität auch von der Stadtverwaltung und der Bevölkerung als Bereicherung anerkannt.

## Internationalisierung
Die Universität hat von Anfang Wert auf die Entwicklung und Pflege internationaler Partnerschaften gelegt. Sie hat Partnerschaften mit Universitäten und Forschungszentren auf der ganzen Welt und nimmt an wichtigen Kooperationsnetzen, wie z. B. T.i.m.e., Asea Uninet (Asean European University Network), GE4 (Global Education for European Engineers and Entrepreneurs), teil.
Neben dem Projekt LLP-Erasmus fördert die Universität schon seit 1997 Doppelstudiengänge. Das jüngste Abkommen für ein Magister-Doppelstudium wurde im Mai 2008 mit der Universität Tongj in China im Bereich des Bauingenieurwesens geschlossen: am Ende des Studiums bekommen die Studenten den Master in Bauingenieurwesen in Tongj und den Hochschulabschluss in Bauingenieurwesen in Trient. Sie beteiligt sich an den Programmen Erasmus Mundus und Erasmus Mundus II. Zahlreich sind die bilateralen Abkommen mit Universitäten in Asien, in Amerika, im Mittleren Osten und in Ozeanien, ausgedehnt werden vermehrt Kooperationsprogramme mit afrikanischen und südamerikanischen Universitäten im Rahmen der Entwicklungskooperation.
Der Anteil ausländischer Professoren und Gastprofessoren beträgt etwa 10 % des gesamten Lehrkörpers. Die Universität investiert viel in die Einstellung von ausländischen Wissenschaftlern, und viele italienische Professoren sind nach Auslandsaufenthalten nach Trient gekommen. Das alles trägt stark zur Internationalisierung der Universität Trient bei.
Die Universität Trient ist Sitz des Deutsch-Italienischen Hochschulzentrums, einer Institution, die sich mit der Koordinierung von Bildungs- und Forschungsaktivitäten zwischen deutschen und italienischen Universitäten beschäftigt.

## Rating
In der Rangliste der italienischen Universitäten, hrsg. vom Ministerium für Universität und Forschung MIUR, nimmt die Universität Trient im Bereich Forschung und Didaktik den ersten Platz ein,  den vierten Platz im Bereich Dienstleistungen für Studenten. In der Rangliste, die jedes Jahr in der Zeitung „Il Sole 24 Ore“ veröffentlicht wird, nimmt sie den  siebten Platz unter den staatlichen italienischen Universitäten ein. In der Weltrangliste der Universitäten „World University Rankings 2009“ ist Trient eine der wenigen italienischen Universitäten überhaupt, die in der Liste erscheinen. Sie befindet sich in der Gruppe der Universitäten, die einen Platz zwischen 401 und 500  von 600 weltweit erreicht haben.

## Dienstleistungen
Zur Infrastruktur gehören Kantinen, Studentenwohnungen, Studienräume und eine Bibliothek. Dank der Kooperation mit dem Studentenwerk Opera Universitaria kann die Universität Trient mehr als 1500 Wohnräume im Campus San Bartolameo, in Wohnheimen oder in Wohnungen anbieten. Neben der Zentralbibliothek gibt es Bibliotheken für die einzelnen Fakultäten. Die Bibliothek hat ungewöhnlich lange Öffnungszeiten, auch bis Mitternacht und ist auch samstags und sonntags geöffnet. Das „Welcome Office“ der Universität ist ausländischen Studenten und Forschern bei den Amtsvorgängen, bei Fragen des Einreisevisums, der Aufenthaltserlaubnis, der Krankenversicherung, der Unterkunft, in Steuerfragen usw. behilflich. Es organisiert Veranstaltungen wie Informationstage, Ausflüge und soziokulturelle Aktivitäten.
Das Studentenwerk „Opera Universitaria“ der Universität stellt den Studenten verschiedene Stipendien zur Verfügung. Bei der Einschreibung ist es möglich, sich um ein Stipendium bis zu 4000 € zu bewerben.
Seit dem akademischen Jahr 2008–2009 hat die Universität das System der Studiengebühren völlig erneuert, die Studiengebühren richten sich jeweils nach den Prüfungsergebnissen der Studierenden. Im Projekt „UNI.Sport“ wurde ein Netz für die Sportförderung geschaffen, das den Studenten vielfältige Gelegenheiten zum Sporttreiben bietet.

## Lauree honoris causa
| Verliehen an                  | Abschluss                                        | Verleihungsdatum  |
| ----------------------------- | ------------------------------------------------ | ----------------- |
| John Cole                     | Anthropologie                                    | 14. Oktober 2002  |
| Reinhard Elze                 | Rechtswissenschaften                             | 8. März 1995      |
| Rudolf B. Schlesinger         | Rechtswissenschaften                             | 8. März 1995      |
| Monsignor Iginio Rogger       | Rechtswissenschaften                             | 12. April 2006    |
| Rory Byrne                    | Material-Ingenieurwesen                          | 5. Mai 2005       |
| Andrea Zanzotto               | Literatur                                        | 21. November 1995 |
| Paul Charles Cristophe Claval | Literatur                                        | 8. März 1995      |
| Giulio Einaudi                | Moderne Literatur                                | 11. Dezember 1997 |
| Jean Rousset                  | Fremde Sprachen und Literatur                    | 21. November 1995 |
| Carlo Alberto Mastrelli       | Fremde Sprachen und Literatur                    | 11. Dezember 1997 |
| Isabel Allende                | Moderne euroamerikanische Sprachen und Literatur | 15. Mai 2007      |
| Daniel Kahneman               | Psychologie und Mathematik                       | 14. Oktober 2002  |
| Ermanno Gorrieri              | Soziologie                                       | 8. März 1999      |
| Tina Anselmi                  | Soziologie                                       | 30. März 2004     |
| Maurizio Cattelan             | Soziologie                                       | 30. März 2004     |